# Gaie Fantasie
Gaie Fantasie è stata una rivista quindicinale di fumetti pubblicata dal 1949 al 1956 dalle Edizioni Alpe sulla quale vennero pubblicate storie a fumetti di noti personaggi come Cucciolo e Beppe e Serafino e autori come Giorgio Rebuffi e Luciano Bottaro.

## Storia editoriale
La serie esordisce come Fantasie Allegre, ma già dalla seconda uscita la rivista adotta il suo nome definitivo che manterrà fino al 1955 quando verrà modificato in Le Gaie Fantasie di Cucciolo. La testata è stata pubblicata suddivisa in due serie: la prima dal 1949 al 1951 con periodicità mensile, e una seconda dal 1952 con cadenza quindicinale.
Personaggi di punta della rivista sono Cucciolo e l'inseparabile spalla Beppe, di cui vengono riproposte vecchie storie d'anteguerra che li vedono rappresentati in formato antropomorfo alternate a nuove storie. Sulla rivista fanno il loro esordio anche altri personaggi in seguito molto amati, come Serafino e La Famiglia Chicchirichì di Egidio Gherlizza, Sceriffo Fox e Bingo Bongo di Giorgio Rebuffi, Baldo e Maramao di Luciano Bottaro. Dal 1952 Gaie Fantasie cambia l'impostazione grafica della copertina, con il nome della rivista seguito dalla dicitura "presentano..." e dal titolo della prima storia a fumetti. In questo periodo fa il suo esordio il disegnatore Umberto Manfrin e inizia una collaborazione con la rivista Antonio Terenghi che propone tra gli altri i personaggi Caribù e Mac-Keron. In crisi di vendite, nel gennaio 1956 la rivista cambia nome in Le Fantasie di Cucciolo, ma il nuovo corso avrà vita breve e la rivista chiuderà i battenti nell'agosto dello stesso anno, dopo oltre 140 numeri pubblicati.
Nel 1950/1951 la produzione di nuove storie cominciò a intensificarsi e, nel 1952, la serie divenne quindicinale, dimezzò il prezzo, ridusse numero di pagine e formato e iniziò a pubblicare quasi esclusivamente materiale inedito. In Gaie Fantasie fecero la loro apparizione la giubba rossa canadese Baldo di Luciano Bottaro, Bingo Bongo re del Tongo di Giorgio Rebuffi (poi Carlo Gentina e Sergio Asteriti), Dan Lepre di Giulio Chierchini, La famiglia Chicchirichì di Egidio Gherlizza,  il gatto Maramao di Luciano Bottaro, Mac-Keron di Antonio Terenghi, Meo Bill di Zenobio Baggioli, Nonno Biglio di Gino Gavioli, Poldo di Antonio Terenghi, il canguro vagabondo Serafino di Egidio Gherlizza, il pirata Tim di Luciano Bottaro, I tre coniglietti di Giuseppe Perego. Salvo rare eccezioni i protagonisti della collana mantengono l'aspetto di ragazzi dell'ultimo periodo de Gli Albi dell'Allegria; abbigliamento e certi particolari del volto variano di disegnatore in disegnatore, ma Cucciolo è sempre caratterizzato dalla presenza del cappello floscio, quindi di un cappellino dalla lunga visiera che porta fino al 1953. Alla realizzazione delle loro nuove avventure contribuiscono subito Rino Anzi, Lina Buffolente (che a volte riveste Beppe con pantaloni alla zuava, spesso toglie a Cucciolo il suo tipico ciuffo e lo dota di orecchie a punta da elfo), Ferdinando "Roberto Peroni" Corbella, Egidio Gherlizza (che riveste Beppe con un golf nero), Giuseppe Perego (che gli fa indossare un maglione bianco con una striscia), Dario Guzzon (che ne riprende lo stile). Un altro illustratore anonimo realizzò una versione di Cucciolo in stile disneyano, con gli occhi a torta. Tra i copertinisti ricorrono il non meglio noto "Adry", autore anche del racconto "i due leoni", Franco Aloisi, Luciano Bottaro, Lina Buffolente, Carlo Gentina, Egidio Gherlizza, Dario Guzzon, Giuseppe Perego, E. Raineri, elusivo illustratore già collaboratore de "I Fumetti" e "Albi dell'Ardimento" per le Edizioni Alpe, il quale dotò Cuciolo e Beppe di una foltissima chioma. Nel 1950 fece la sua apparizione Bombarda (Cucciolo contro Bombarda, N. 18); lo stesso anno comparvero i tre pestiferi nipotini (Cucciolo e Tip, Top e Tap, N. 20, disegni di Ferdinando "Roberto Peroni" Corbella). Nell'episodio Caccia grossa (ne L'isola del tesoro e altre storie, N. 27, 1951) esordì nella serie Giorgio Rebuffi, già noto per Fox. Le istantanee di Beppe (N. 12, 1952, testi di Carlo Chendi) è la prima di tre storie di Luciano Bottaro, già conosciuto per Tim e Maramao. Con Cucciolo e Beppe parrucchieri provetti (N. 20, 1952) ebbe inizio la produzione di Umberto Manfrin, noto con lo pseudonimo "Manberto"; successivamente l'apporto di Manfrin fu fondamentale al successo di Tiramolla; Negli abissi del Mar-Mellata (n. 5, 1954, testo di Cesare Solini) e Vacanze in Africa (N. 13, 1954) sono rispettivamente la prima storia di Tiberio Colantuoni e di Franco Aloisi. I racconti erano inizialmente semplici e infantili, e per tutto il 1952 convissero con quelli più elaborati realizzati da Rebuffi spesso su testi di Roberto Renzi per Cucciolo formato libretto (vedi più avanti), in cui Cucciolo e Beppe erano rappresentati come adulti. Il punto di congiunzione tra le due versioni dei personaggi è l'albo La banda del filo (N. 5, 1953) disegnato da Rebuffi, in cui compare anche Tiramolla. Le pubblicazioni continuarono fino al 1956, con 144 uscite divise in tre serie in tre diversi formati, numerate a partire da 1 a ogni annata e numerosi supplementi tra cui nel 1953 Cucciolo in 3D", il primo albo italiano a tre dimensioni, sull'onda del boom dei fumetti tridimensionali pubblicati negli Stati Uniti.